# Fleury-sur-Orne
Fleury-sur-Orne è un comune francese di 4 101 abitanti situato nel dipartimento del Calvados nella regione della Normandia. Fino al 1917 era denominato Allemagne. 

## Società

### Evoluzione demografica
Abitanti censiti